# 地域リーグ (女子サッカー)
日本における女子サッカーの地域リーグ（ちいきリーグ）は、日本女子サッカーリーグ（なでしこリーグ）と都道府県リーグの間に位置するカテゴリの社会人リーグである。全国を9つのブロックに分け、各々の地域でリーグ戦を開催している。

## 概要
日本初の女子サッカークラブが1966年に結成され試合が開催されると、リーグ開催への機運が高まり1970年代には関西女子サッカーリーグが創設された。この当時はまだ、全日本女子サッカー選手権大会や日本女子サッカーリーグは開催されていなかった。
その後1989年に日本女子サッカーリーグが創設されると、1990年代から2000年代にかけて各地方のリーグが次々に創設、整備された。
女子サッカーの地域リーグは男子の地域リーグと異なり、上のカテゴリにJFLのような全国リーグがなく、カテゴリとしては4部リーグに位置づけられる。また、社会人リーグではあるが、各地方のリーグには高校の女子サッカー部など18歳以下の選手で構成されるチームが多く参加している点も男子と異なる。男子で言うところの全国地域サッカーチャンピオンズリーグのような各地域の優勝チームを集めての大会も行われていない。
2019年以降、北海道、東北、関東、東海、北信越、関西、中国、四国、九州の9地域でリーグが開催されている。リーグ編成・大会方式は地域毎に異なる。
北信越地域では2001年から2008年まで9チームの1回戦総当り制による北信越女子サッカーリーグが開催されていたが、リーグの見直しが行われ、新潟県、富山県、石川県、福井県、長野県より各1チームが参加して4月から7月まで1回戦総当たり制で戦うプレ大会を経て、2014年より北信越女子リーグが再開している。
東北地域では長らくリーグ戦が開催されておらず、代替大会として青森県、岩手県、秋田県、宮城県、山形県、福島県の6県のサッカー協会により選出された12チームによる東北女子サッカークラブ選手権大会が2011年まで開催されていた。2018年のプレ大会を経て、2019年より東北女子サッカーリーグが発足した。

## なでしこリーグへの昇格
地域リーグから全国リーグであるなでしこリーグに加盟するためには、書類審査、理事会による承認を経て加盟相当とされた上で、なでしこリーグ2部入替戦予選大会で上位に入り、さらになでしこリーグ2部下位チームとの入替戦に勝利する必要がある。

## リーグ編成（2023年）
| リーグ名称               | 創設     | 編成（チーム数） | 編成（チーム数） | 下位リーグ                                       |
| ------------------------ | -------- | ---------------- | ---------------- | ------------------------------------------------ |
| 北海道女子サッカーリーグ | 2006年   | 6                | 6                | 地区リーグ                                       |
| 東北女子サッカーリーグ   | 2019年   | 1部(8)           | 2部(6)           | 青森、岩手、秋田、宮城、山形、福島               |
| 関東女子サッカーリーグ   | 1995年   | 1部(8)           | 2部(8)           | 茨城、栃木、群馬、埼玉、千葉、東京、神奈川、山梨 |
| 北信越女子サッカーリーグ | 2014年   | 8                | 8                | 新潟、富山、石川、福井、長野                     |
| 東海女子サッカーリーグ   | 2000年   | 1部(6)           | 2部(6)           | 静岡、岐阜、愛知、三重                           |
| 関西女子サッカーリーグ   | 1970年代 | 1部(10)          | 2部(12)          | 滋賀、京都、大阪、兵庫、奈良、和歌山             |
| 中国女子サッカーリーグ   | 2002年   | 10               | 10               | 鳥取、島根、岡山、広島、山口                     |
| 四国女子サッカーリーグ   | 2006年   | 6                | 6                | 徳島、香川、愛媛、高知                           |
| 九州女子サッカーリーグ   | 1998年   | 1部(8)           | 2部(8)           | 福岡、佐賀、長崎、大分、熊本、宮崎、鹿児島、沖縄 |